# Mohamed Gaber
Mohamed Gaber (in arabo محمد جبر‎?; 1882) è stato un calciatore egiziano, di ruolo difensore.

## Carriera

### Nazionale
Con la nazionale egiziana partecipò ai Giochi olimpici di Anversa, tuttavia non disputò neppure una partita nel corso della competizione.